# Dipartimento di Atreucó
Atreucó è un dipartimento argentino, situato nella parte centro-orientale della provincia di La Pampa, con capoluogo Macachín.
Esso confina a nord con i dipartimenti di Capital e Catriló, a est con la provincia di Buenos Aires, a sud con il dipartimento di Guatraché, e ad ovest con quelli di Utracán e Toay.
Secondo il censimento del 2001, su un territorio di 3.580 km², la popolazione ammontava a 10.134 abitanti, con un aumento demografico del 2,81% rispetto al censimento del 1991.
Il dipartimento comprende per intero i comuni di Macachín e Rolón, parte dei comuni di Doblas, Miguel Riglos e Tomás Manuel de Anchorena (comprese le città sedi municipali) e parte del comune di Ataliva Roca, la cui sede municipale (cabecera in spagnolo) è in un altro dipartimento.

## Origine del nome
Il nome " Atreucó " deriva dall'unione delle parole "atra" (cattivo, perverso, che provoca danni o corrompe) e "co" (acqua); ciò è in relazione alle caratteristiche dell'acqua delle Salinas Grandes.  
 Secondo un'altra versione " Atrencó " o " Atreucó " significa acqua fredda.